# 秩父神社御田植祭
秩父神社御田植祭（ちちぶじんじゃおたうえさい）は、埼玉県秩父市番場町の秩父神社で催される御田植祭である。

## 概要
万治2年（1659年）頃より始められたという記録もみられ、現在も古式ゆかしく執り行われる。境内を神田に見たて、田植歌を歌いながら田植えの所作を演じ豊作を祈願するものである。
現在は4月4日午後1時に御田植祭が始まる。本殿にて祭典が行われた後、笛、太鼓の音とともに御神幸行列は秩父市中町に鎮座する今宮神社へと向かい、今宮神社にて水乞いの神事が行われる。そして水幣を奉持して再び秩父神社に戻り、鳥居下に置かれたワラで作った竜神にこの水幣を差し立て神田に水を満たす。拝殿で配膳の儀が行われ、その後境内で白装束の神部が「苗代づくり」から「本田づくり」まで稲作の作業過程を演じ、田植歌をうたいながら田植えの所作が演じられる。餅が入った供物が参列者に配られ神事の終了となる。
2009年（平成21年）3月17日、埼玉県の無形民俗文化財に指定された。